# نادی‌راکوش
نادی‌راکوش (به مجاری:  Nagyrákos) یک شهرداری در مجارستان است که در واش واقع شده‌است. نادی‌راکوش ۱۶٫۱۱ کیلومتر مربع مساحت و ۲۷۷ نفر جمعیت دارد.